# Dawid Pakulski
Dawid Pakulski (Wałbrzych, 23 luglio 1998) è un calciatore polacco, centrocampista del Wieczysta Cracovia.

## Caratteristiche tecniche
È un centrocampista centrale.

## Carriera
Cresciuto nel settore giovanile dello Zagłębie Lubin, ha esordito in prima squadra il 29 novembre 2017 disputando l'incontro di Puchar Polski perso 2-0 contro il Korona Kielce.

## Palmarès

### Club

#### Competizioni nazionali
- III liga: 1

Wieczysta Cracovia: 2023-2024 (Gruppo IV)